# 邳州市第二人民医院
邳州市第二人民医院，是中国江苏省的一所医院，为二级医院，位于邳州市青年西路108号。

## 规模
邳州市第二人民医院总床位220张，日门诊量144人次。